# 安德烈·扎維
安德烈·扎維（法語：André Zaoui，1943年1月2日—1916年6月4日—2009年6月4日）出生於阿爾及利亞奧蘭省的瓦赫蘭，是一位已故的法國猶太教拉比。

## 生平
他在故鄉的世界猶太聯盟完成國民教育，1936年前往法國的法國猶太神學院接受猶太教拉比的完整訓練，他在1939年畢業後取得拉比資格，但是正逢第二次世界大戰而擱置派任。
1946年他回到阿爾及利亞，擔任兩年西迪貝勒阿巴斯的拉比，中間參與許多猶太教的社會運動，1962年他前往耶路撒冷之後，開設猶太教自由派的教堂，之後從1969年成為該教堂的負責人。

## 受獎
- 法國國家功績勳章